# Papež Inocenc I.
Inocenc I. je bil rimski škof (papež) Rimskokatoliške cerkve, * 4. stoletje Albano (Italija, Rimsko cesarstvo); † 12. marec 417 Rim (Italija, Rimsko cesarstvo).

## Življenjepis
Inocenc I. se je rodil v 4. stoletju v Albanu v Laciju, ki je danes že rimsko pedmestje. Sedmi dan po Anastazijevi smrti so ga 21. decembra 401 soglasno povzdignili na sedež apostola Petra; pred tem je bil duhovnik.
Njegovo vladanje označujejo trije žalostni dogodki: izgnanstvo in smrt svetega Janeza Zlatoustega, razdejanje mesta Rima 410 ter širjenje  pelagijanstva. 

### Izgon Janeza Zlatoustega
Janez Zlatousti je bil carigrajski patriarh. Upravičeno je kritiziral greh in nenravnost; cesarica Evdoksija je menila, da merijo njegove besede nanjo in ga je smrtno zasovražila. Ko je Janez v neki pridigi dejal: „Herodijada zopet divja in zahteva Janezovo glavo,” je tudi to obrnila nase in dosegla, da je neodločni cesar s pomočjo aleksandrijskega patriarha Teofila in nekaterih Janezu sovražnih škofov oropal Janeza škofovskega dostojanstva in privolil v njegovo izgnanstvo. Čeprav bolan, je moral potovati gologlav in po najhujši vročini ter mrazu. Na koncu poti je surovim vojakom, ki so ga na potovanjih zasmehovali in trpinčili, vse odpustil in dejal: „Bogu slava, Amen!”  
Kakor hitro je papež Inocenc za te spletke zvedel, je izjavil, da lahko o tako važni stvari odloča le koncil vzhodnih in zahodnih škofov. Ko je to uradno zahteval prek cesarja Honorija tudi v Carigradu, so poslanstvo tako žaljivo sprejeli, da bi prišlo do vojne med zahodnim in vzhodnim Rimskim cesarstvom, če ne bi tega preprečil vdor Gotov. Papež se je kljub temu postavil na stran žrtve in je s pismi tolažil pogumnega govornika, češ da naj bo potrpežljiv; končno je zagrozil z Božjo kaznijo cesarju in ga primerjal s Kajnom, ki je ubil svojega brata. Janeza Zlatoustega so vojaki zgrabili 16. aprila 404, na Veliko soboto, ko je čakalo na krst 3000 katehumenov, ter ga na silo odpeljali;  najprej mu je bil določen za izgnanstvo Kukuz v gorati južni Armeniji. Še istega leta v oktobru je nenadoma umrla cesarica Evdoksija. Naslednje leto so Kukuz napadli razbojniki in ga požgali. Komaj se je rešil in se zatekel k bližnjemu škofu v trdnjavo Arabiz. Tu je zvedel, kako si papež prizadeva, da bi mu prek nove sinode vrnil čast in škofovski sedež. Njegovi sovražniki pa so le dosegli, da bi moral naprej v izgnanstvo v mesto Pityus, vendar je umrl na poti že v Komani14. septembra 407; naslednje leto je umrl tudi neodločni cesar Arkadij. Njegov sin Teodozij II. je javno obžaloval storjeno krivico in dal svetnikove ostanke z vso častjo prepeljati v Carigrad ter pokopati v carigrajski cerkvi svetih apostolov.

### Razdejanje mesta Rima
Rim je po načinu življenja še vedno bil trdnjava ostankov poganstva. Papež je zaman prosil za prepoved nekaterih nenravnih običajev. Rimsko cesarstvo je bilo tedaj praktično razdeljeno na dva dela: na zahodu je imel Honorij sedež v Raveni, na Vzhodu pa Arkadij v Carigradu. Propadanje nravnosti, ki se je kazala v razsipnosti in uživaštvu, je spodbudila barbarske narode. 408 je gotski vodja Alarih zahteval od Honorija, naj plača obljubljeni letni davek. Stilihon  je Gote sicer porazil na severu Italije; državljanska vojna pa jim je dala možnost, da so prodrli do Rima, ga oblegali in zahtevali odstop cesarja Honorija. To je povzročilo v mestu hudo lakoto. Rimljani so naprosili papeža Inocenca I., naj posreduje na čelu poslanstva pri cesarju v Raveni, da preneha s svojo sovražno politiko do Gotov, ki so bili zdaj v premoči; vendar je cesar zavrnil mirovne predloge, kar je pomenilo obnovitev spopadov. Šele v tretjem napadu so 24. avgusta 410 sužnji izdajalsko odprli vrata Gotom, ker so od njih pričakovali osvoboditev in tako je Alarih osvojil Rim. Vojaki so zdaj ropali, morili in požigali zlasti bogataše. Politična moč in slava Rima je tako v treh dneh padla. Ko se je papež vrnil iz Ravene, je dosegel mirovni sporazum. Pri miru so pustili na papeževo prošnjo vsaj glavne cerkve in nato odšli na Sicilijo in v Afriko. 

## Smrt in češčenje
Papež Inocenc je umrl 12. marca 417 v Rimu (Italija, Rimsko cesarstvo).
Relikvije sv. Inocenca je na željo Sergija II. 846 skupaj z ostanki njegovega predhodnika Anastazija I. saški knez Liudolf prenesel v Gandersheim (Nemčija), kjer jih hranijo vse do danes v kripti tamkajšnje božjepotne cerkve. 

### God
Po drugem vatikanskem koncilu praznujejo njegov god 12. marca. Od 12. do sredine 20. stoletja je bil njegov god na 28. julija. 